# Лучистая черепаха
Лучистая черепаха (лат. Astrochelys radiata) — вид сухопутных черепах. Очень редкий вид, эндемик Мадагаскара.

## Описание

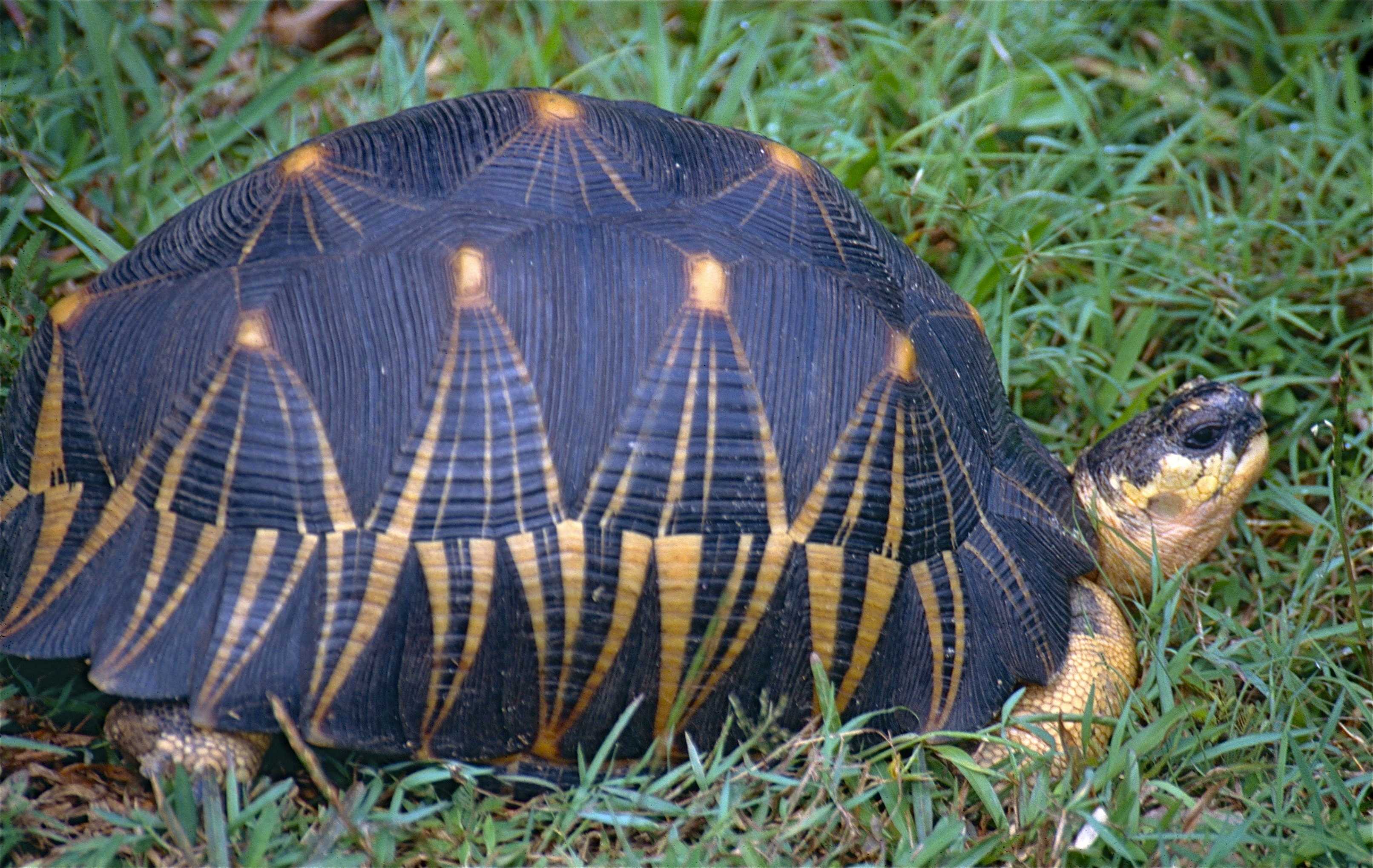

У взрослых черепах длина карапакса самок 24,2—35,6 см, самцов 28,5—39,5 см, масса до 13 кг. Обладает исключительно красивым панцирем: очень высоким, с геометрически правильным жёлтым рисунком на чёрно-коричневом фоне.

## Образ жизни
Питается травянистой растительностью, но при этом активно поедает животную пищу, когда представляется возможность.
Брачный период проходит в январе — феврале. Откладывают яйца в сентябре, за сезон самка откладывает до 3 кладок, по 1—5 яиц в каждой. В неволе их бывает обычно от 3 до 6. Яйца сферической формы, 36—42 мм в диаметре. Задними лапами самка выкапывает ямку глубиной 15—20 см, в которую откладывает яйца.

## Ареал и места обитания
Лучистая черепаха встречается в основном на юге и юго-западе Мадагаскара.
Обитает в ксерофитных лесах с кактусоподобными кустарниками и травами. В недоступных частях плато Махавави и Каримболо в 1974 году была обычным видом. Её встречают вблизи Амбоасари на юго-востоке и около Моромбе на юго-западе побережья. 

## Лучистая черепаха и человек
Численность вида сильно сокращается на востоке и западе ареала в связи с перепромыслом. В XVIII и XIX веках черепах в огромном количестве вывозили с Мадагаскара на Маскаренские острова, в основном на Реюньон, где они употреблялись в пищу. Благодаря привлекательному внешнему виду лучистые черепахи являются излюбленным объектом для содержания в террариуме. Их панцири используются для изготовления сувениров. В последнее время вылов черепах с коммерческими целями сократился благодаря контролю за торговлей.
Охраняется на Мадагаскаре специальным законом, но блюда из неё нелегально подаются во многих ресторанах на юге острова, а панцири продаются на рынках Тулиары и Антананариву. Во многих зоопарках мира разработаны методы разведения этого вида в неволе. Большой опыт в этой области накоплен в зоопарках Каира, Маврикия, Сиднея, Цюриха и других.

### Содержание в неволе
В террариуме лучистые черепахи предпочитают температуру +25…+28 °С днём и около +20 °С ночью. Нежелательно понижать её ниже 15 °С. Оптимальная влажность — 50 %. Любимый корм — дыня. Длительность инкубации яиц при температуре 27 °С 155 суток, а при отклонении от этой температуры в ту или иную сторону она может длиться от 121 до 271 суток.

## Фото

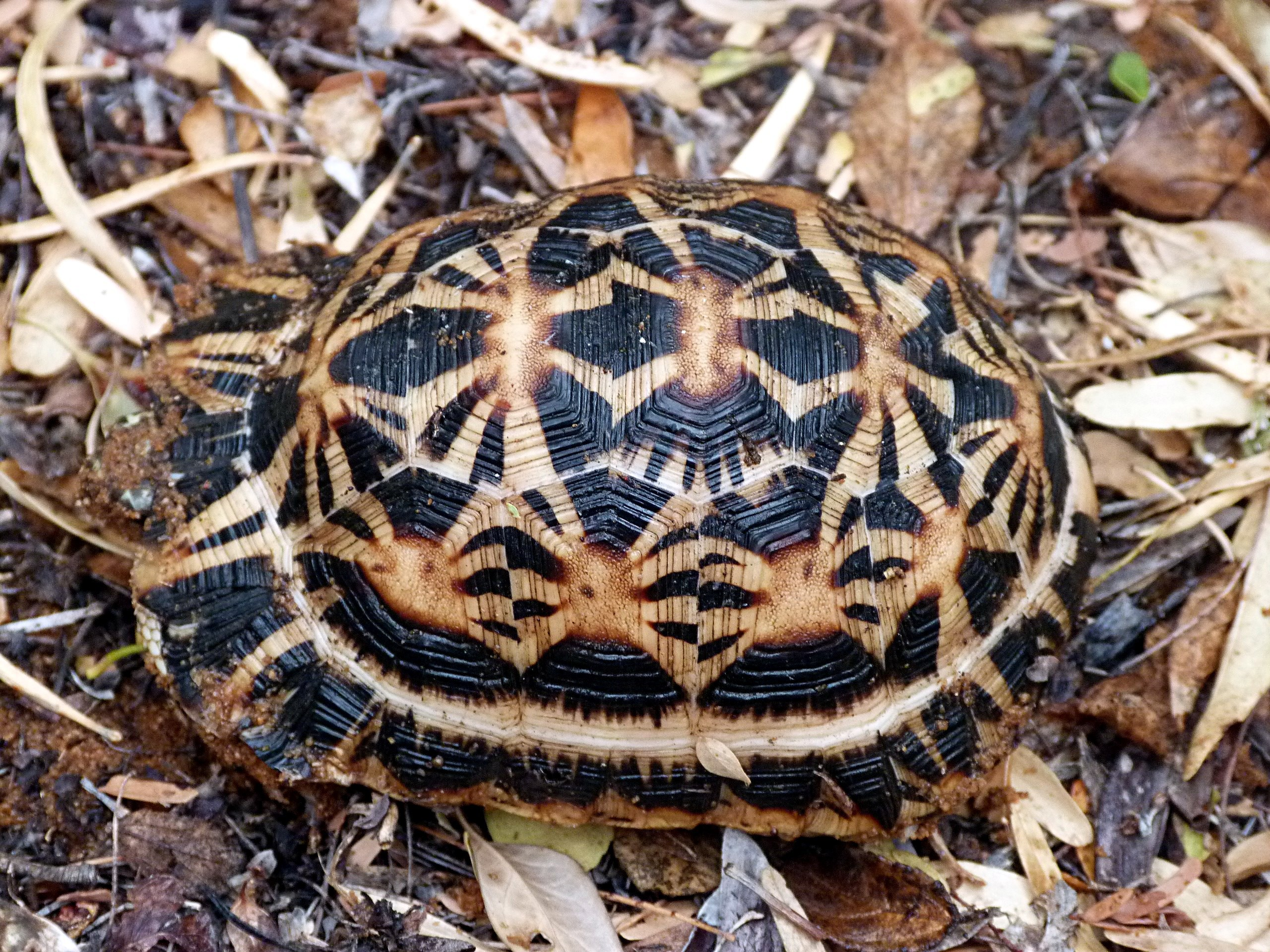
Молодая лучистая черепаха
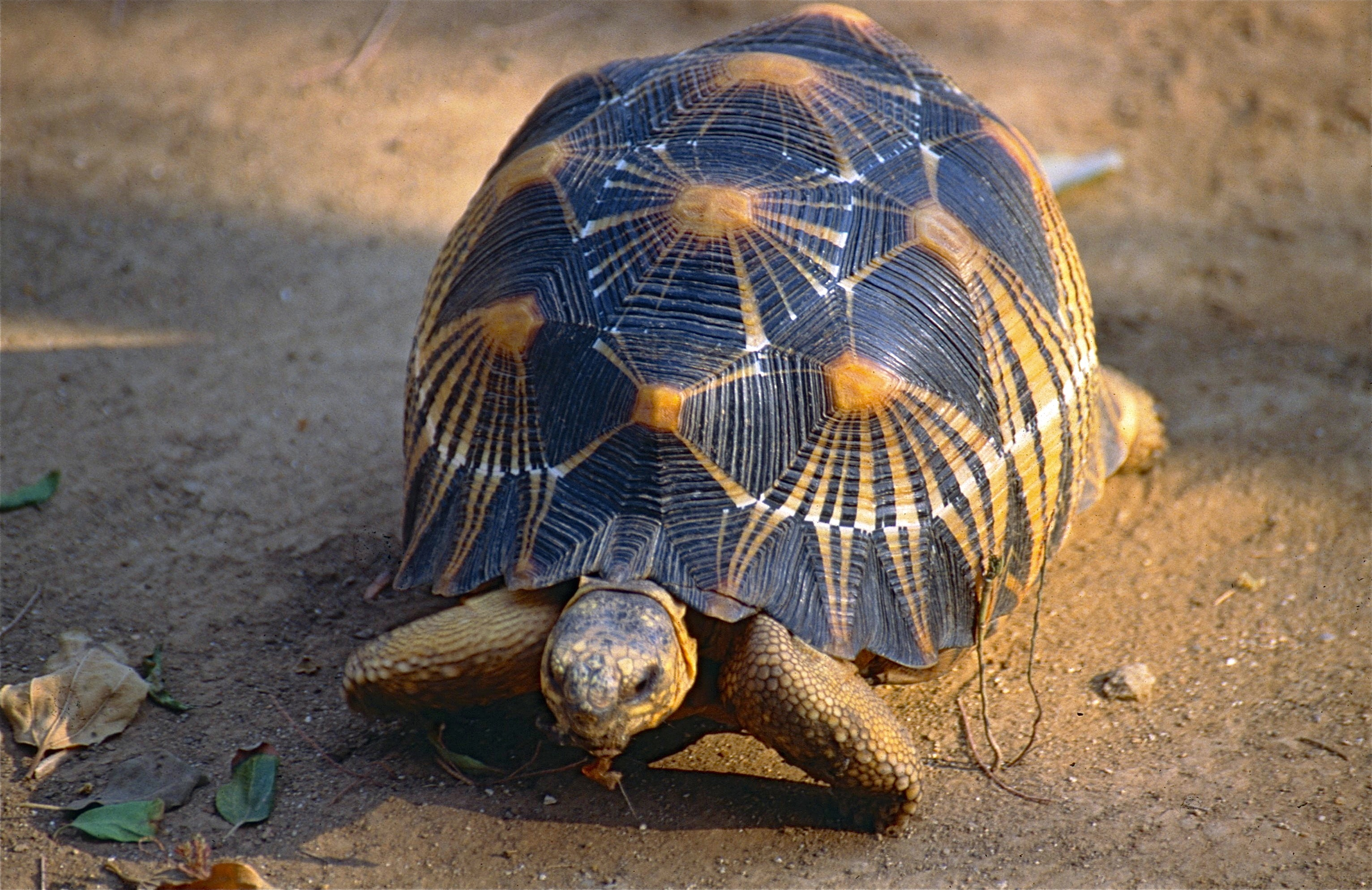
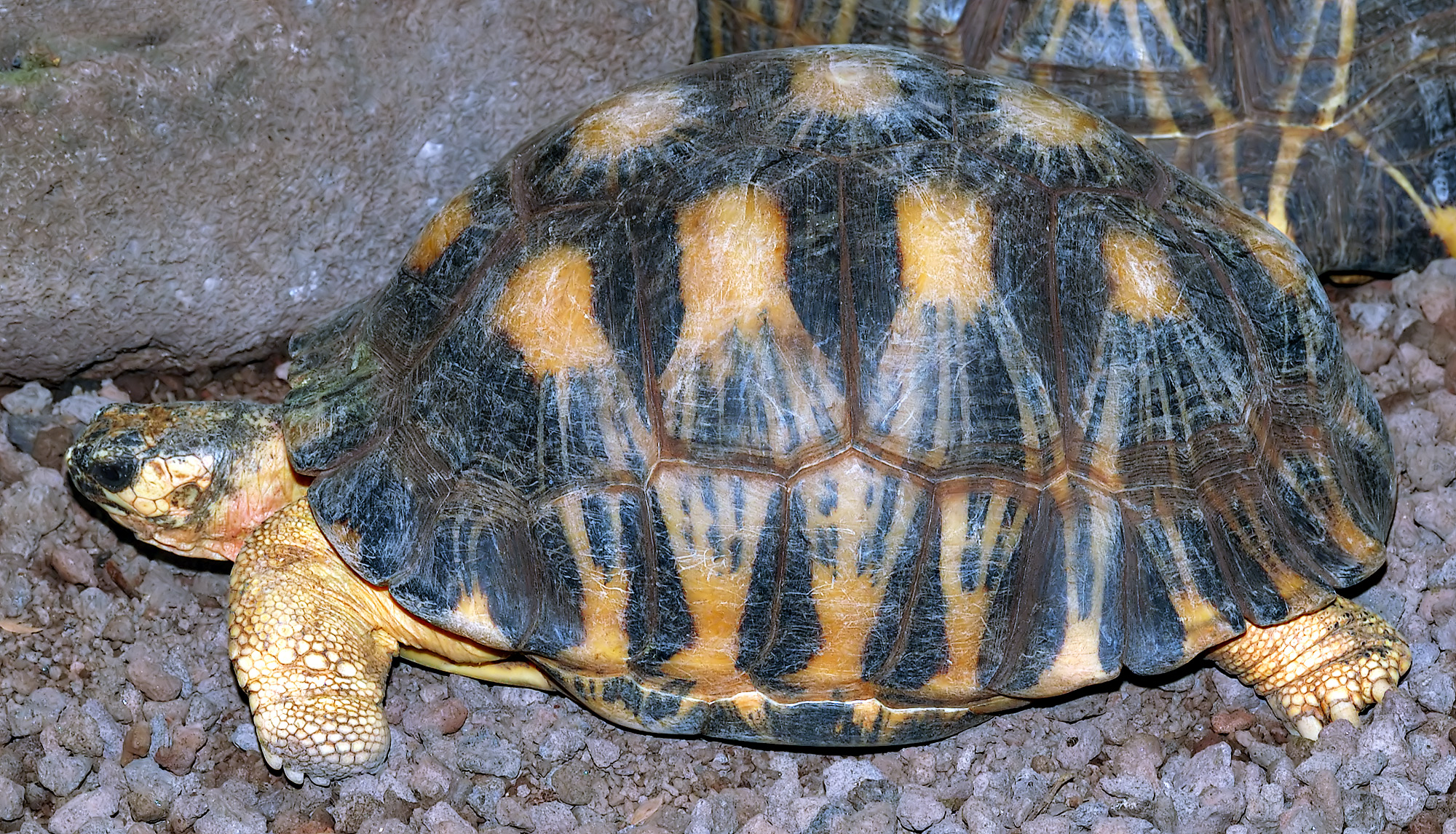
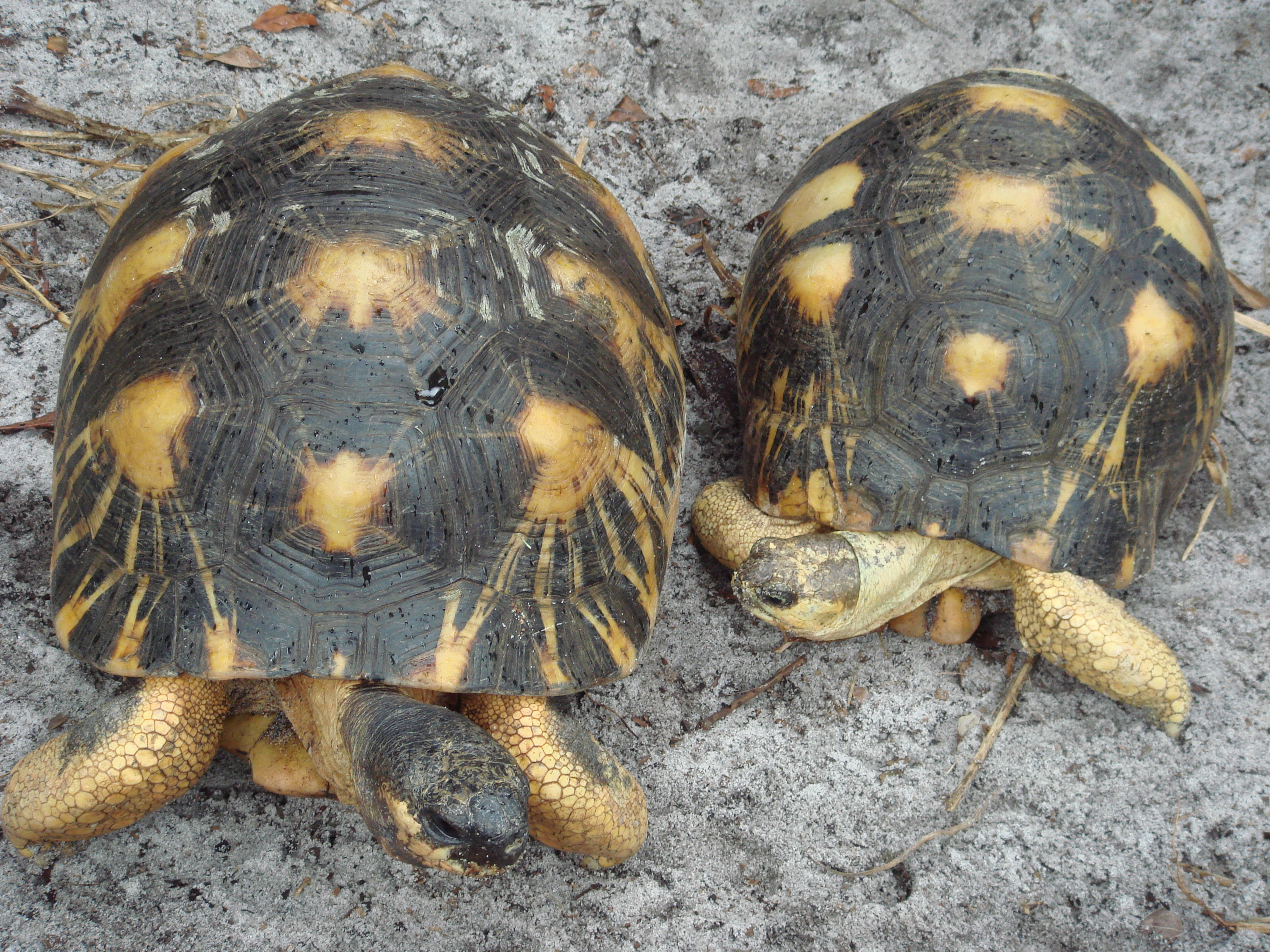
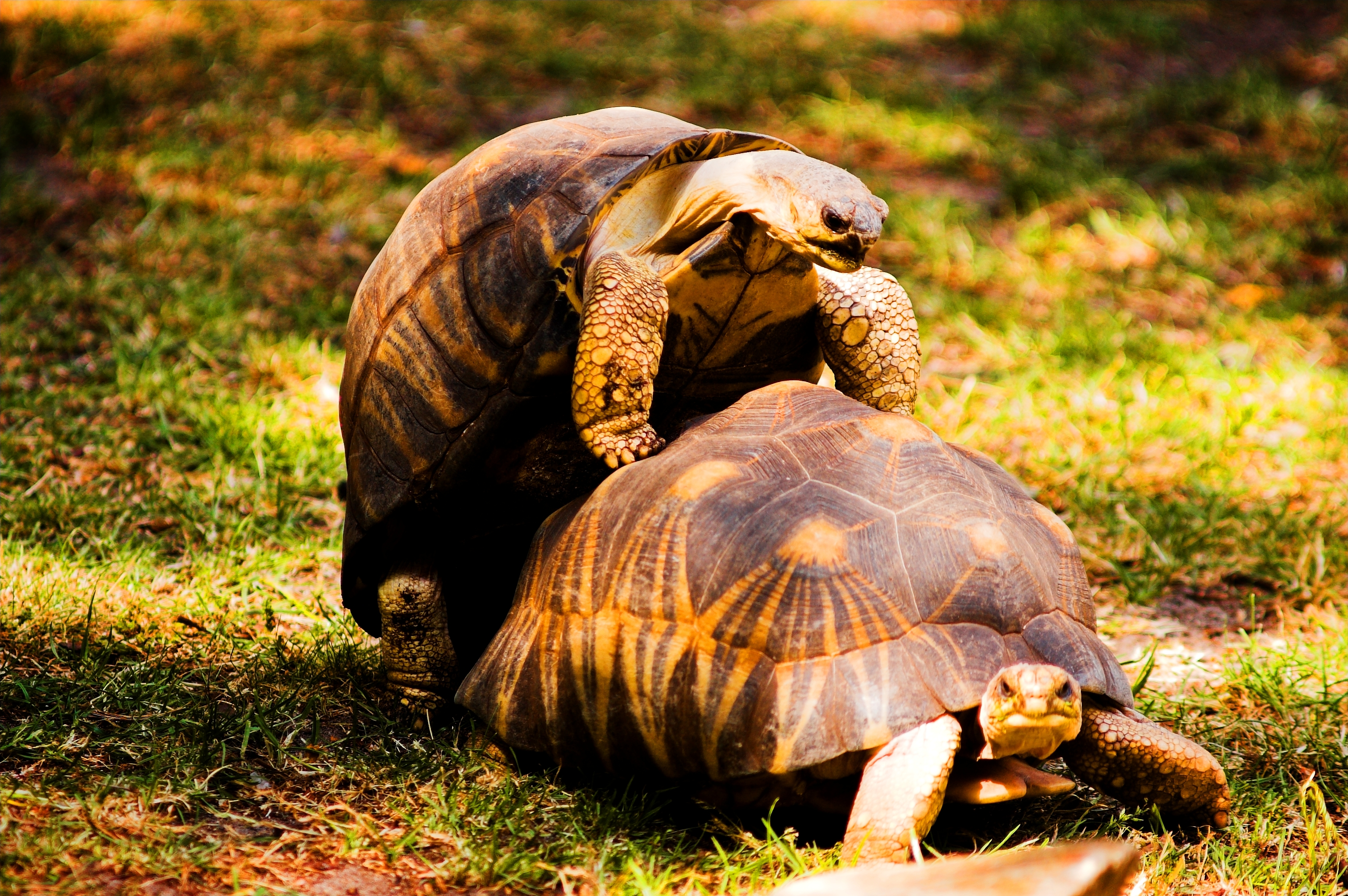
Спаривание лучистых черепах
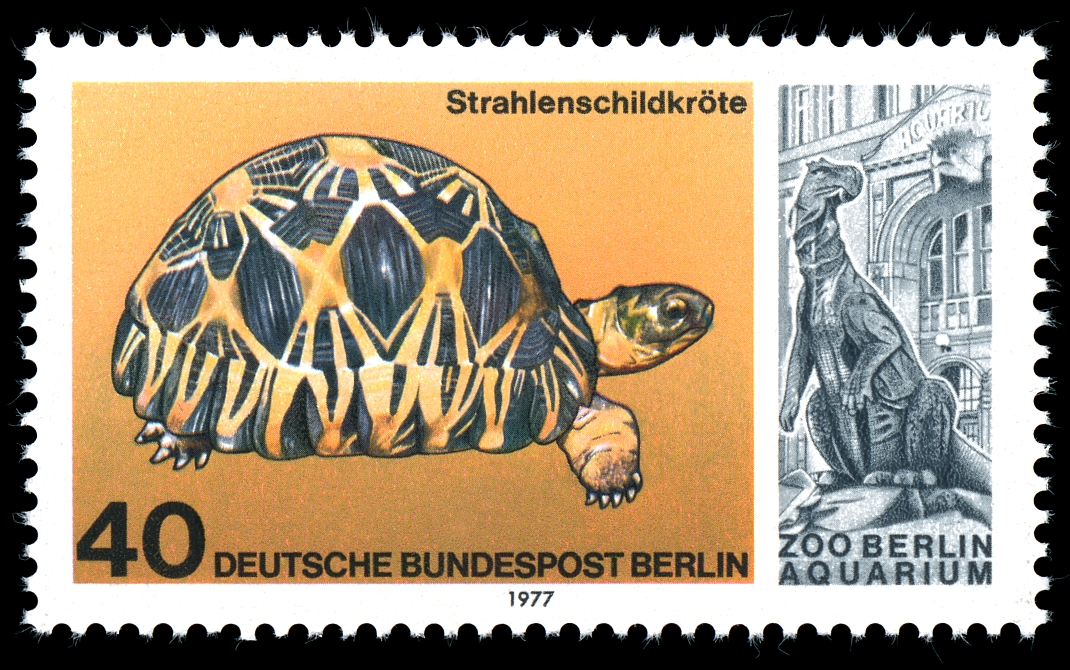
Немецкая почтовая марка с изображением лучистой черепахи